# Mali Budîșcea, Zinkiv
Mali Budîșcea (în ucraineană Малі Будища) este localitatea de reședință a comunei Mali Budîșcea din raionul Zinkiv, regiunea Poltava, Ucraina.

## Demografie
Componența lingvistică a localității Mali Budîșcea
     Ucraineană (95,99%)
     Rusă (4,01%)
Conform recensământului din 2001, majoritatea populației localității Mali Budîșcea era vorbitoare de ucraineană (95,99%), existând în minoritate și vorbitori de rusă (4,01%).